# Qiwña Mulluq'u
Qiwña Mulluq'u (de l'aymara qiwña « polylepis » et mulluq'u « rond, tête ronde, tourbillon » ; hispanisé en Queuñamolloco) est une montagne dans les Andes du Pérou, culminant à plus de 5 000 mètres d'altitude. Elle est située dans la région de Puno, province d'El Collao, district de Santa Rosa. Elle est située au nord-est de Qina Qinani et au sud-est de Phaq'u Q'awa.